# Can Teio
Can Teio és un edifici del municipi de Garriguella (Alt Empordà) inclosa en l'Inventari del Patrimoni Arquitectònic de Catalunya. Està situat a l'inici del veïnat de Garriguella Vella, a l'oest del nucli urbà de la població de Garriguella. L'edifici se situa davant de l'encreuament dels carrers Sant Sebastià i Mollet, i es troba adossat a les restes de l'antiga capella de Sant Sebastià de Garriguella.

## Descripció
Es tracta d'un edifici de planta més o menys rectangular, format per diversos cossos adossats. La casa presenta la coberta a dues aigües de teula i està distribuïda en planta baixa i pis. El portal d'accés a l'interior és d'arc de mig punt adovellat, amb la dovella clau gravada: I P S 1721. Al costat, una finestra d'arc rebaixat bastida amb maons, amb els brancals de pedra. Al pis hi ha dues finestres rectangulars amb els muntants bastits amb carreus desbastats i les llindes planes. La central presenta l'ampit de maons, mentre que la lateral té la llinda gravada amb el nom "IOAN PORTELL" i l'ampit de pedra motllurat. A la part posterior de l'edifici hi ha un cos adossat amb terrassa al nivell del primer pis i, al costat, un cos amb teulada a un sol vessant i les obertures d'arc rebaixat bastides amb maons.
L'edifici principal presenta dos petits cossos adossats al costat est. Ambdós són de planta rectangular i amb les cobertes a un sol vessant. El davanter ha estat força restituït, però manté la façana bastida amb pedra i morter, amb una finestra rectangular bastida amb pedra i amb la llinda de fusta. El cos posterior és de pedra, maons i morter de calç i actualment ha perdut la coberta. Tota la construcció es troba bastida amb pedra sense treballar lligada amb abundant morter de calç. La façana principal conserva restes del revestiment original de l'edifici.

## Història
A la façana principal, a la dovella central del portal d'entrada, hom pot llegir la inscripció "I * P * S 1721". A la mateixa façana, al primer pis, s'obre una obertura d'arc a nivell amb llinda monolítica, on s'aprecia la inscripció "IOAN PORTELL" amb una altra data il·legible.